# Arfakianka
Arfakianka (Oreopsittacus arfaki) – gatunek ptaka z podrodziny dam (Loriinae) w rodzinie papug wschodnich (Psittaculidae). Mała, zielona papuga występująca na Nowej Gwinei, według IUCN nie jest zagrożona wyginięciem.

## Zasięg występowania
Arfakianka występuje w zależności od podgatunku:
- O. arfaki arfaki – płn.-zach. Nowa Gwinea (góry Ptasiej Głowy).
- O. arfaki major – zach.-środ. Nowa Gwinea (Góry Śnieżne).
- O. arfaki grandis – wsch.-środ., płn.-wsch. i płd.-wsch. Nowa Gwinea (Góry Centralne do gór półwyspu Huon i Gór Owena Stanleya).

## Taksonomia
Gatunek po raz pierwszy opisał w 1874 roku niemiecki ornitolog Adolf Bernhard Meyer, nadając mu nazwę Trichoglossus (Charmosyna) Arfaki. Jako miejsce typowe odłowu holotypu Meyer wskazał góry Arfak, na wysokości 3500 stóp (ok. 1060 m) na Nowej Gwinei. Holotyp, którym był samiec, został zebrany w lipcu 1873 roku. W monotypowym rodzaju Oreopsittacus takson ten został umieszczony w 1877 roku przez włoskiego ornitologa Tommaso Salvadoriego. Rozpoznano trzy podgatunki. Podstawowe dane taksonomiczne podgatunków (oprócz nominatywnego) przedstawia poniższa tabelka:
| Podgatunek    | Oryginalna kombinacja nazwy | Autor i rok opisu   | Miejsce typowe                                                 | Okazy typowe    |
| ------------- | --------------------------- | ------------------- | -------------------------------------------------------------- | --------------- |
| O. a. major   | Oreopsittacus arfaki major  | Ogilvie-Grant, 1914 | rzeka Utakwa, na wysokości 8000 stóp (ok. 2440 m), Nowa Gwinea | samiec i samica |
| O. a. grandis | Oreopsittacus grandis       | Ogilvie-Grant, 1895 | Góry Stanleya Owena, Nowa Gwinea                               | samiec i samica |

Proponowany podgatunek intermedius ze środkowej Nowej Gwinei jest synonimem grandis.

## Etymologia
- Oreopsittacus: gr. ορος oros, ορεος oreos – góra (tj. góry Arfak, Nowa Gwinea); ψιττακος psittakos – papuga[12].
- arfaki: góry Arfak, Nowa Gwinea[13].
- grandis: łac. grandis – duży[14].
- frontalis: łac. frontalis – frontem, czołowy, od frontalia lub frontale – łeb, przepaska, od frons, frontis – czoło[15].
- intermedius: łac. intermedius – pośredni, coś co znajduje się pomiędzy[16].

## Morfologia
Długość ciała 15–17 cm; masa ciała 16–26 g. Dziób czarny, ciemię i czoło koloru czerwonego; pokrywy uszne, pole przyżuchwowe i podbródek koloru purpurowego, z podwójnym ciągiem białych plamek na kantarku, pod okiem i górnej części pokryw usznych; boki szyi, kark, górne części ciała i ogon koloru ciemnozielonego. Lotki I rzędu koloru niebieskiego. Spód ciała żółtawo-zielony, ale boki piersi i pokrywy podskrzydłowe czerwone, brzuch i dolne części boków pomarańczowo-czerwone, żółte po stronie pokryw podskrzydłowych. Żółta opaska na podbrzuszu i lotkach II rzędu. Pokrywy nadogonowe i ogon zielone z czerwonawo-różową końcówką, spód ogona czerwony. U samicy na ciemieniu i czole brak jest koloru czerwonego. Młode ptaki podobne do dorosłych, z czarnymi krawędziami na górnych częściach ciała, wzór na twarzy mniej oczywisty. Podgatunek major większy, z bardziej rozległą czerwoną końcówką na ogonie; podgatunek grandis podobny do nominatywnego, ale nie ma koloru pomarańczowo-czerwonego na brzuchu i bokach.

## Ekologia
Arfakianka zamieszkuje górskie lasy mgliste na wysokości 2000–3750 m n.p.m., w tym lasy w których występuje bukan (Nothofagus) i zastrzalin (Podocarpus). Od czasu do czasu ptak ten schodzi do wysokości 1000 m n.p.m. Żywi się nektarem i być może pyłkiem roślin z rodzaju Dimorphanthera, kwiatami i owocami szeflery (Schefflera) i jagodami. Obserwowano, że pokarm zdobywa nie tylko w koronach drzew, ale również w niższych partiach roślinności; zazwyczaj spotykana w parach.
Gody między ptakami obserwowano w czerwcu, a ptaki w kondycji rozrodczej w okresie sierpień–październik. Brak informacji na temat zniesienia czy wychowu piskląt.

## Status, zagrożenia i ochrona
W Czerwonej księdze gatunków zagrożonych Międzynarodowej Unii Ochrony Przyrody został zaliczony do kategorii LC (ang. Least Concern – najmniejszej troski). Globalna wielkość populacji nie jest znana, ale gatunek ten ocenia się jako dość pospolity, choć trudny do zaobserwowania. Populacja wydaje się być stabilna ze względu na brak dowodów na jakiekolwiek spadki lub inne istotne zagrożenia. Gatunek objęty konwencją waszyngtońską (CITES) w załączniku II.